# Малинин, Денис Игоревич
Дени́с И́горевич Мали́нин (11 июня 1983, Павлодар) — казахстанский футболист, нападающий. Выступал за сборную Казахстана.

## Карьера

### Клубная

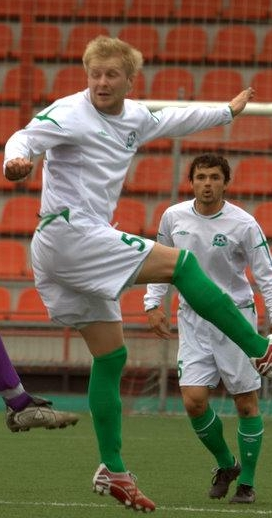
Малинин в «Зеленограде»

Воспитанник павлодарского футбола. Дебютировал во взрослом футболе в 1999 году в возрасте 16 лет. Анатолий Чернов выпустил Малинина на замену. После 13 минут своего дебюта Денис забил свой первый гол. Играл в дубле московского клуба «Локомотив». Тренировался с дублем «Крыльев Советов». Там его просмотрели тренеры, затем Малинин был определён в дочернюю команду «Ника». Играл в клубах Второго дивизиона России. В 2007 году сыграл полсезона за «Зеленоград», и затем перешёл в «Ветра» из Литвы. В 2008 году играл в «Жемчужине» из Сочи. Позже вернулся в «Иртыш», сыграл 8 неполных матчей. В 2010 году играл за команду Первой лиги Казахстана «Казахмыс». Отыграл 30 матчей, забил 16 мячей, но команду расформировали и Малинин покинул клуб. Зимой 2011 года проходил просмотр в кокшетауском «Окжетпесе». В 2012 году игрок «Кызылжара» из Петропавловска. В феврале 2013 был приглашён на просмотр в команду «Астана-1964».

### В сборной
В 2009 году дебютировал в национальной сборной Казахстана, выйдя на замену в матче против сборной Хорватии. Игра проходила в рамках отборочного этапа чемпионата мира 2010. Поединок состоялся в Астане на стадионе «Астана Арена» и завершился поражением хозяев 2:1.